# Джеффрі Кан
Джеффрі Кан, або Кан Цзінвей (кит. 康敬伟, нар. 6 лютого 1970 р.) — китайський підприємець-мільярдер. Засновник і генеральний директор компанії Cogobuy Group, розташованої в Шеньчжені, найбільшої корпоративної електронної комерційної платформи для закупівель компонентів мікросхем у Китаї з продажами та дистрибуцією по всьому світу.

## Життєпис
Кан народився в Чунціні 6 лютого 1970 року. 
У липні 1991 року Кан здобув ступінь бакалавра з електротехніки в Південно-Китайському технологічному університеті в Гуанчжоу, Гуандун.
У 2006 році Кан увійшов до числа найбагатших людей Китаю за версією Forbes, його капітал склав 17 мільярдів CN¥. 2015 року він приєднався до списку світових мільярдерів, визначених Forbes у 45 років. Його загальна винагорода як керівника, зазначена в річній звітності його фірми за 2014 рік, становила 2 933 000 CN¥ (близько 500 000 доларів США). У нього двоє дітей зі своєю дружиною Нань Цзі, і зараз проживає зі своєю сім'єю в Шеньчжень, Гуандун.

## Кар'єра
Кан розпочав свою кар'єру в телекомунікаційному секторі Китаю як інженер з продажу компонентів компанії Matsushita Electric Industrial, зараз відомої як Panasonic, з 1992 по 1995 рік. 1995 року він інвестував 50 000 доларів США, щоб заснувати власну компанію під назвою Comtech Group, та виступати як каналу збуту електронних компонентів у Китаї. 2002 року Comtech Group вийшла на біржу та була зареєстрована на Нью-Йоркській фондовій біржі (NASDAQ) під назвою Viewtran (тикер: VIEW). 2011 року він створив першу онлайн-платформу для продажу компонентів мікросхем у Китаї, Cogobuy, яка стала публічною на Гонконзькій фондовій біржі в липні 2014 року з річним оборотом у 84 мільярди CN¥.

## Нагороди
2015: Премія Ernst & Young «Підприємець року», Китай.